# The City Is Mine
The City Is Mine è il terzo singolo del rapper statunitense Jay-Z, pubblicato il 16 settembre 1997 ed estratto dal suo secondo album in studio In My Lifetime, Vol. 1. Prodotto da Teddy Riley e distribuito dalla Roc-A-Fella, il singolo vede la partecipazione del gruppo R&B Blackstreet. Riley campiona You Gonna Make Me Love Somebody Else dei The Jones Girls per la base, mentre i Blackstreet cantano You Belong to the City di Glenn Frey e Jack Tempchin per il ritornello della traccia. Inoltre, Chad Hugo suona il sassofono. Il primo verso di The City Is Mine è dedicato alla memoria dell'amico Notorious B.I.G..
Nelle versioni del singolo distribuite in Europa e nel Regno Unito sono presenti anche le tracce A Million and One Questions, prodotta da DJ Premier, I Know What Girls Like, canzone prodotta da Ron Lawrence che vede la partecipazione di Lil' Kim e Puff Daddy, e il singolo proveniente da Reasonable Doubt Dead Presidents II, prodotto da Ski Beatz.
The City Is Mine riscuote un discreto successo commerciale, raggiungendo la posizione 52 nella Hot 100 ed entrando in diverse classifiche europee: arriva al trentottesimo posto nel Regno Unito e resta per sedici settimane nella chart tedesca, raggiungendo come posizione massima la numero 28. Tuttavia, la canzone è stroncata dalla critica a causa della sua natura commerciale: John Bush di AllMusic giudica la base come la «più commerciale» dell'intero album e «povera» la riproduzione di You Belong to the City. Anche secondo Steve Juon di RapReviews.com la riproduzione di You Belong to the City è un errore, compensato da un testo ben scritto.

## Tracce

### CD negli Stati Uniti
1. The City Is Mine (Radio Edit)
2. The City Is Mine (TV track)
3. A Million and One Questions (Radio Edit)

### CD nel Regno Unito
1. The City Is Mine (Radio Edit) - 3:26
2. Intro / A Million And One Questions / Rhyme No More (Premier Radio Edit) 3:24
3. The City Is Mine (Album Version) - 4:03
4. Dead Presidents II - 4:26

### CD in Europa
1. The City Is Mine (Radio Edit) – 3:24
2. The City Is Mine (Album Version) – 4:00
3. I Know What Girls Like ("Fly Girly" Dub) (featuring Lil' Kim & Puff Daddy) – 5:22 (testo: Ron Lawrence, Sean Combs – musica: Ron Lawrence, Puff Daddy, Jason Nevine (remix))
4. Intro / Million & One Questions / Rhyme No More (Premier Radio Edit) – 3:21 (testo: Christopher Martin – musica: DJ Premier)
5. The City Is Mine (Accapella) – 3:59

### Vinile negli Stati Uniti
Lato A
1. The City Is Mine (Radio Edit)
2. The City Is Mine (LP Version)

Lato B
1. The City Is Mine (TV track)
2. A Million And One Questions (Remix)
3. A Million And One Questions (Remix) (TV track)

### Vinile nel Regno Unito
Lato A
1. The City Is Mine (Radio Edit)
2. The City Is Mine (Dirty Version)
3. The City Is Mine (Instrumental)

Lato B
1. Face Off (Dirty Version)
2. Face Off (Instrumental)

## Classifiche

### Classifiche settimanali
| Classifica (1998) | Posizione massima |
| ----------------- | ----------------- |
| Germania          | 28                |
| Nuova Zelanda     | 44                |
| Paesi Bassi       | 51                |
| Regno Unito       | 38                |
| Stati Uniti       | 52                |
| US Hot Rap Songs  | 14                |
| Svezia            | 42                |